# Wizz Air

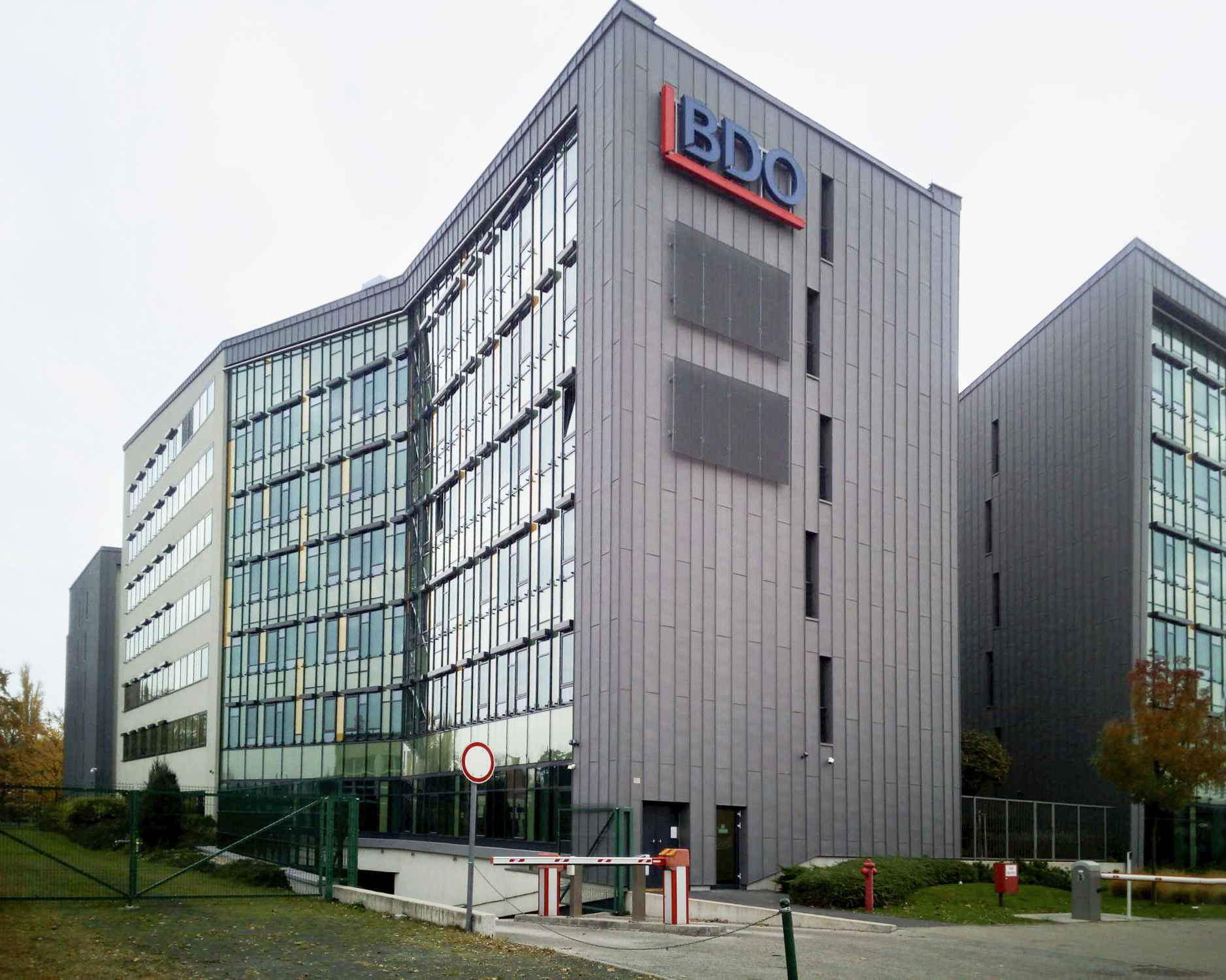
Laurus Offices Здание B, головной офис Wizz Air

Wizz Air — венгерская бюджетная авиакомпания (лоукостер) со штаб-квартирой в Вечеше (медье Пешт). Работает главным образом на рынке Центральной Европы, у компании есть базы в ряде европейских аэропортов.

## История
Авиакомпания была создана в сентябре 2003 года. Главным инвестором стала американская частная компания Indigo Partners, специализирующаяся на инвестициях в транспорт. Первый рейс был совершен 19 мая 2004 из Катовице, через 19 дней после того, как Польша и Венгрия вступили в Европейский союз и общий европейский рынок авиации. Авиакомпания перевезла 250 000 пассажиров за первые три с половиной месяца работы и почти 1.4 млн пассажиров за первый год работы. К концу 2012 года компания перевезла 50 миллионов пассажиров.
CEO и председатель совета директоров — Йожеф Варади, бывший CEO Malév, другой венгерской авиакомпании. Компания была зарегистрирована в Лондоне, дочерние предприятия были открыты в Польше, Венгрии, Болгарии. Wizz Air Bulgaria начала работу в сентябре 2005. В Киеве была создана Wizz Air Ukraine, которая осуществляла работу с 2008 по 2015 год.

### Украина
11 июля 2008 года авиакомпания начала выполнение рейсов по внутренним маршрутам по Украине — из Киева (аэропорт Борисполь) во Львов, Харьков, Одессу, Запорожье и Симферополь, а также из Симферополя во Львов и Харьков. В 2013—2014 год компания осуществляла лишь один внутренний рейс на Украине — из Киева в Симферополь (в летнее время). С 11 марта 2014 года, в связи с аннексией Россией Крыма, компания Wizz Air больше не совершает рейсов в Крым.
Первый международный рейс был осуществлён 17 декабря 2008 года в Лондон, аэропорт Лутон.
На 2013 год осуществляются регулярные международные авиаперевозки из следующих городов Украины:
из Киева (Жуляны) — в Будапешт, Барселону (Жирона), Валенсию, Венецию (Тревизо), Дортмунд, Гамбург (Любек), Катовице, Кёльн, Кутаиси, Ларнаку, Лондон (Лутон), Мемминген (Мюнхен-Вест), Москву, Милан (Бергамо) и Неаполь.
Из Львова — в Венецию (Тревизо), Дортмунд и Милан (Бергамо).
Из Донецка — в Дортмунд и Кутаиси, с 1.10.2013 г. — в Лондон (Лутон), Мемминген (Мюнхен-Вест), Милан (Бергамо) и Рим (Фьюмичино).
Из Харькова — в Вену, Дортмунд, Будапешт, Гданьск, Катовице, Краков, Вроцлав по состоянию на 8 марта 2020 г.
27 марта 2011 база Wizz Air в Киеве была перенесена из аэропорта Борисполь в аэропорт Киев-Жуляны.

### В России
С 2008 года Wizz Air упорно пытался выйти на российский рынок, однако никак не мог этого сделать из-за постоянных препятствий со стороны российских властей, поддерживающих «Аэрофлот». Формально это объяснялось наличием огромного количества требований к перевозчику и к рейсам, однако к лету 2013 года Wizz Air всё же выполнил эти требования и официально объявил об открытии первого рейса из России: Москва (Внуково) — Будапешт с 23 сентября 2013 года.
В 2017 году авиакомпания анонсировала запуск рейса Санкт-Петербург — Будапешт с 27 августа 2017 г.
В 2019 году авиакомпания анонсировала запуск рейса Москва — Лондон с 1 октября 2019 г и Санкт-Петербург - Лондон с 2 октября 2019 г.
С ноября 2019 года запущен регулярный рейс в Казань.
17 июня 2020 года Wizz Air объявила об открытии своей первой операционной базы в Санкт-Петербурге.
14 июля 2020 года стало известно об открытии еще 5 новых направлений из Санкт-Петербурга — в Болонью, Венецию, Милан, Турин и Катанию, было анонсировано 16 направлений. В 2022 году начались полёты в/из Краснодар.
С 24 февраля 2022 года авиакомпания Wizz Air отменила все полёты в и из России.

## Направления

Направления Wizz Air

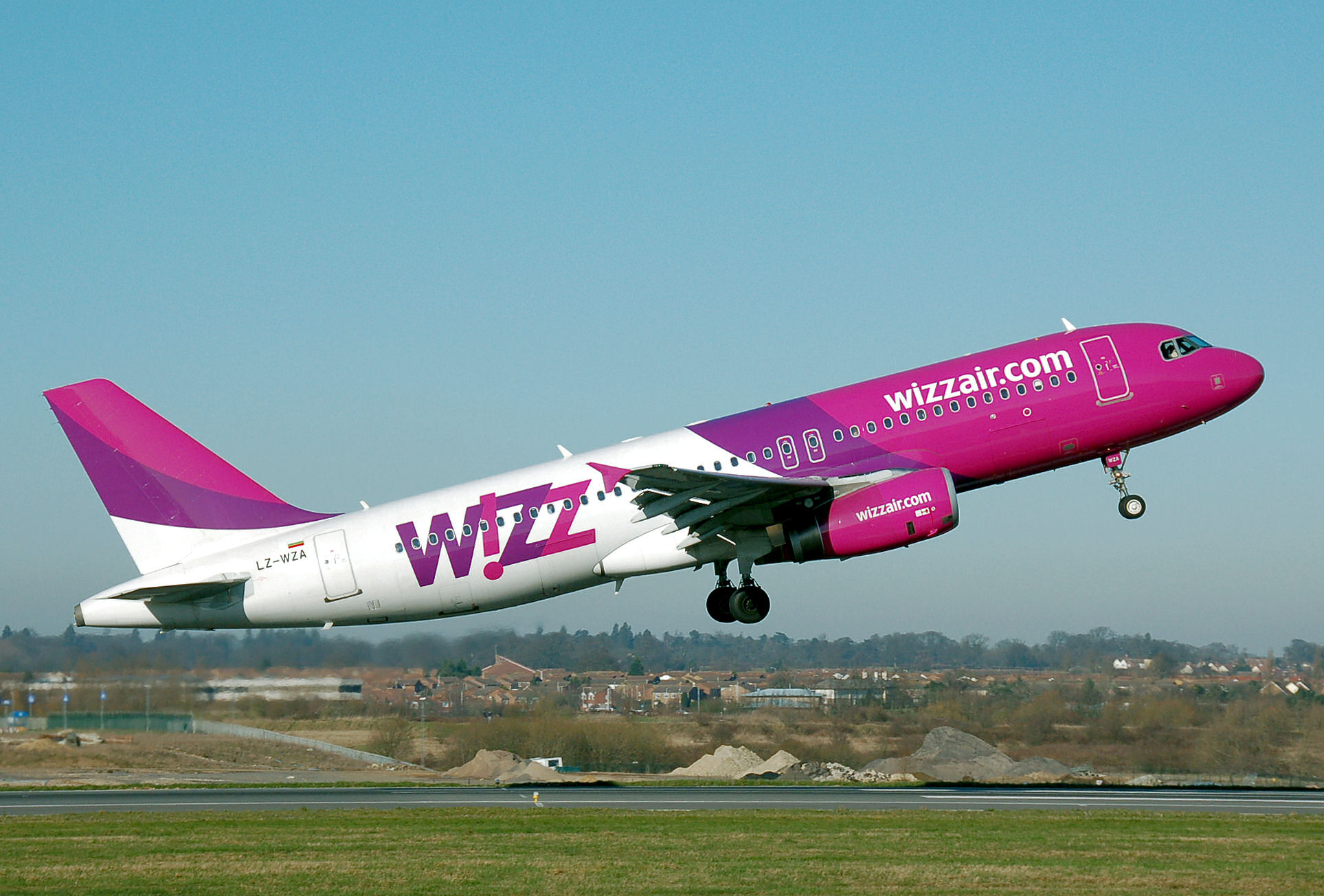
Airbus A320-200 с болгарской регистрацией взлетает в аэропорту Лутон, Англия

Самолёт Wizz Air Airbus A321 с венгерской футбольной командой на борту в аэропорту Брест, Беларусь

По состоянию на конец 2019 года авиакомпания выполняла рейсы по 710 направлениям в 151 аэропорт 44 стран, перевезя за ноябрь 2019 года почти 3 млн пассажиров.
31 мая 2013 года Wizz Air открыл рейсы в Боснию и Герцеговину (аэропорт Тузла), 17 июня — в Азербайджан (Баку).
C 23 сентября начались полёты в Россию (аэропорт Внуково), c 24 сентября — в Молдавию (Кишинёв), с 28 октября — в ОАЭ (аэропорт Dubai World Central). С 5 октября 2022 из Абу-Даби (ОАЭ), Мале (Мальдивы), Кувейт (Кувейт).

## Флот
На момент июля 2022 года флот Wizz Air состоял из 141 самолета, средний возраст которых 5,3 лет:
7 марта 2019 г. Авиакомпания Wizz Air получила в свое распоряжение первый из 184 заказанных самолетов A321neo. Об этом сообщила пресс-служба Airbus.
Торжественное мероприятие прошло на заводе компании Airbus в немецком Гамбурге, при участии Йожефа Варади — генерального директора Wizz Air, и Кристиана Шерера — коммерческого директора Airbus.
«Самолет оснащен двигателями Pratt & Whitney GTF. Пассажирский салон выполнен в одноклассной компоновке и рассчитан на перевозку до 239 пассажиров», — отметили в Airbus.

## Деятельность
Пассажирские перевозки в 2008 году составили 5,9 млн человек., в 2011 — 11 млн, в 2012 — 12 млн, в 2013 — 13,5 млн, в 2014 — 15,8 млн.

### Цены
Wizz Air — лоу-кост авиакомпания, пассажиры оплачивают сам перелёт, налоги и сборы, которые могут включать дополнительный топливный сбор, страховку и дополнительные услуги и сбор за безопасность.
Как и другие лоу-кост компании, WizzAir ставит жёсткие ограничения на ручную кладь, провозимую в салоне самолёта. С 2018 года бесплатным является лишь провоз ручной клади размером не более 40 × 30 × 20 см.

## Критика
Во время крупных снегопадов в Европе в декабре 2009 года сообщалось, что пассажиров отменённого рейса Wizz Air выгоняли из самолёта собаками и газом. Представители авиакомпании объяснили ситуацию необходимостью соблюдения правил безопасности и окончанием рабочего времени у экипажа.

## Авиапроисшествия
| Дата     | Бортовой номер | Место     | Жертвы | Описание происшествия |
| -------- | -------------- | --------- | ------ | --- |
| 19.03.12 | Флаг Венгрии   | Эйндховен | 0/174  | Самолет Wizz Air (тип: Airbus A320-200), следовавший по маршруту Рига — Эйндховен, совершил экстренную посадку из-за неисправности двигателя. Аварийные службы аэропорта Эйндховена, где самолет совершил аварийную посадку, были предупреждены о неполадках, однако никаких серьезных проблем в ходе досмотра не обнаружили. |

| Дата     | Бортовой номер | Место | Жертвы | Описание происшествия |
| -------- | -------------- | ----- | ------ | --- |
| 08.06.13 | HA-LWM         | Рим   | 0/172  | Самолет Wizz Air (тип: Airbus A320-232), следовавший по маршруту Бухарест — Чампино (Рим), совершил экстренную посадку в римском международном аэропорту Леонардо да Винчи (Фьюмичино). У лайнера не вышла одна из стоек шасси, лайнер сел на одно шасси и завалился на бок. |

## Галерея

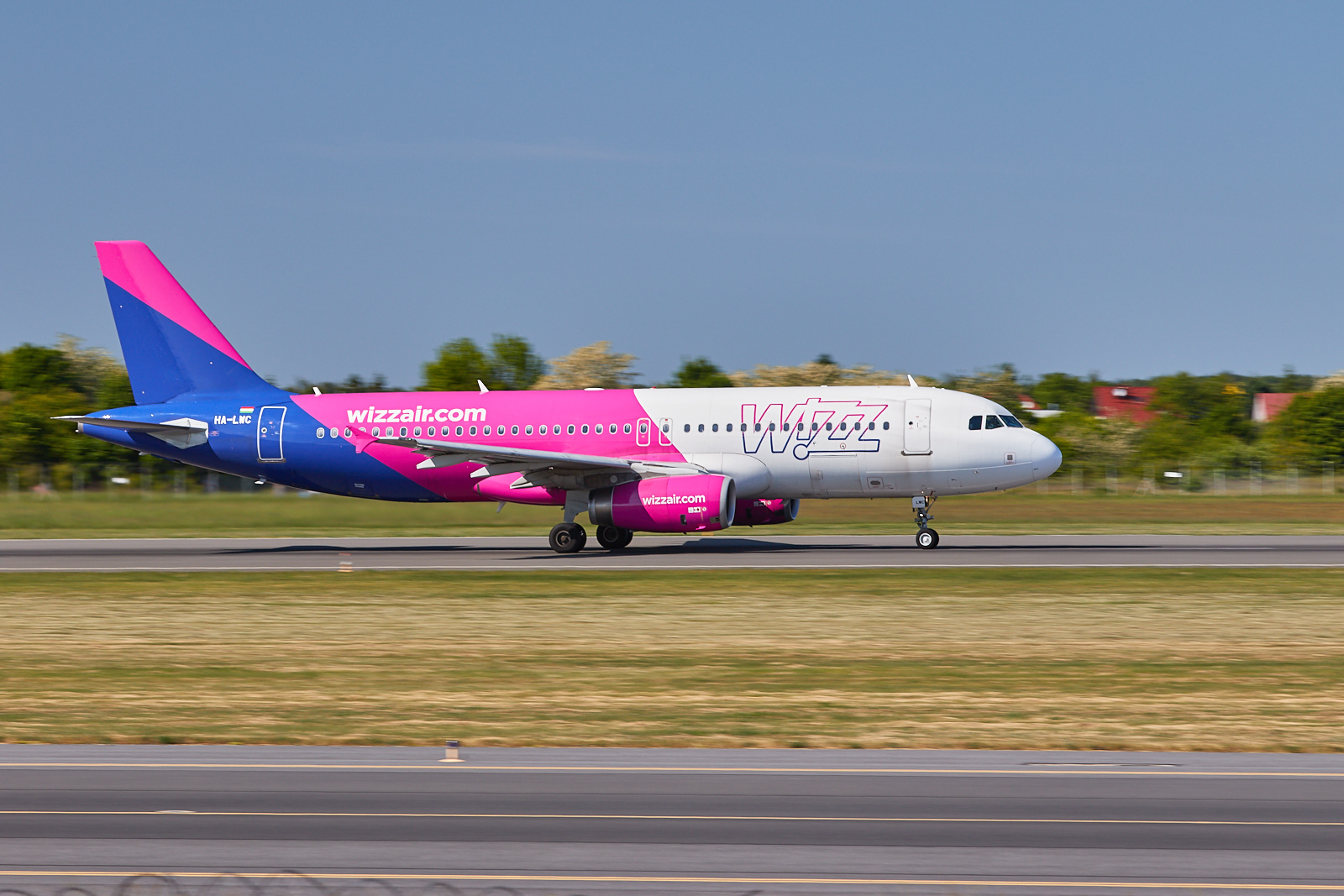
Airbus 320 HA-LWC EPPO
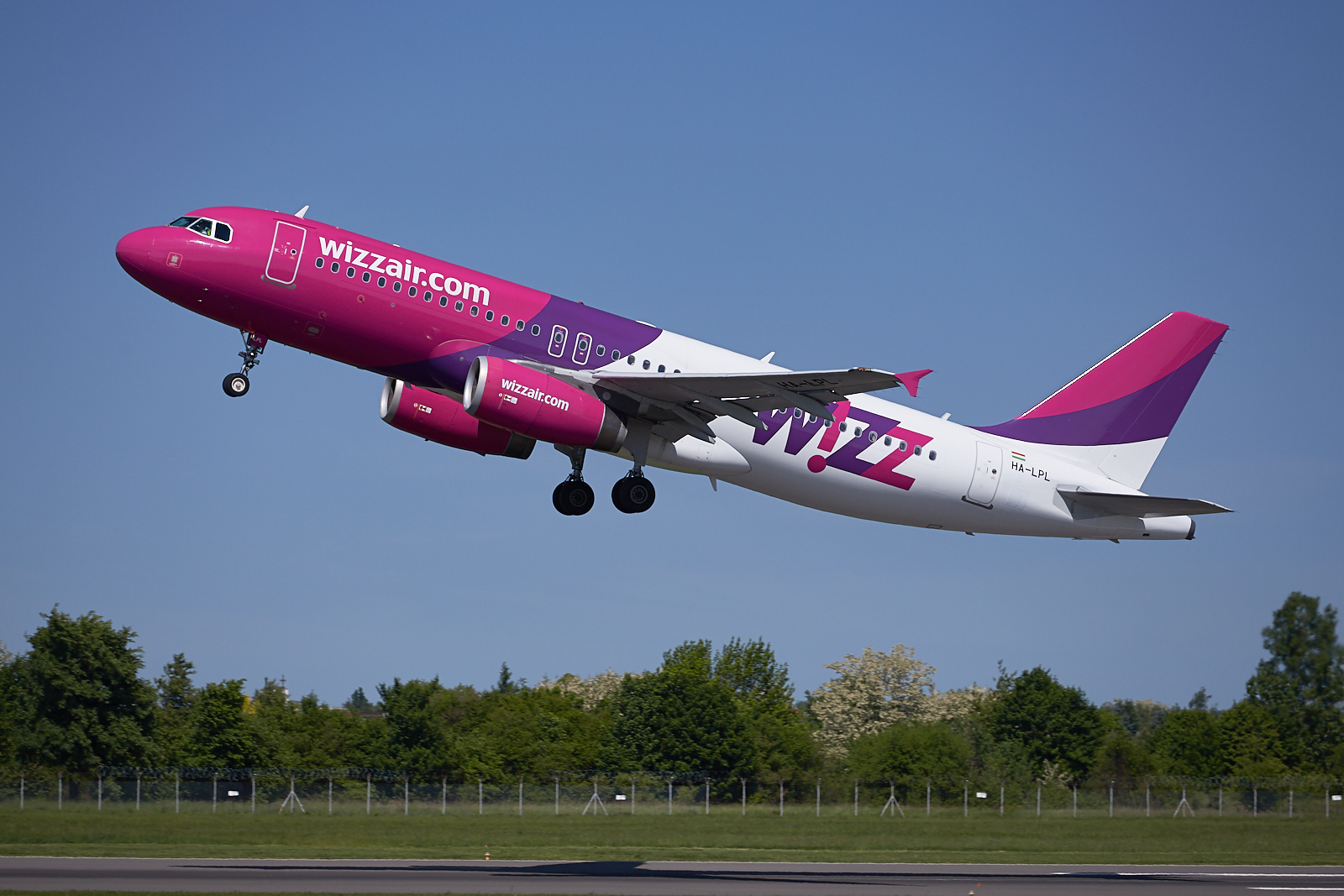
Airbus 320 HA-LPL EPPO
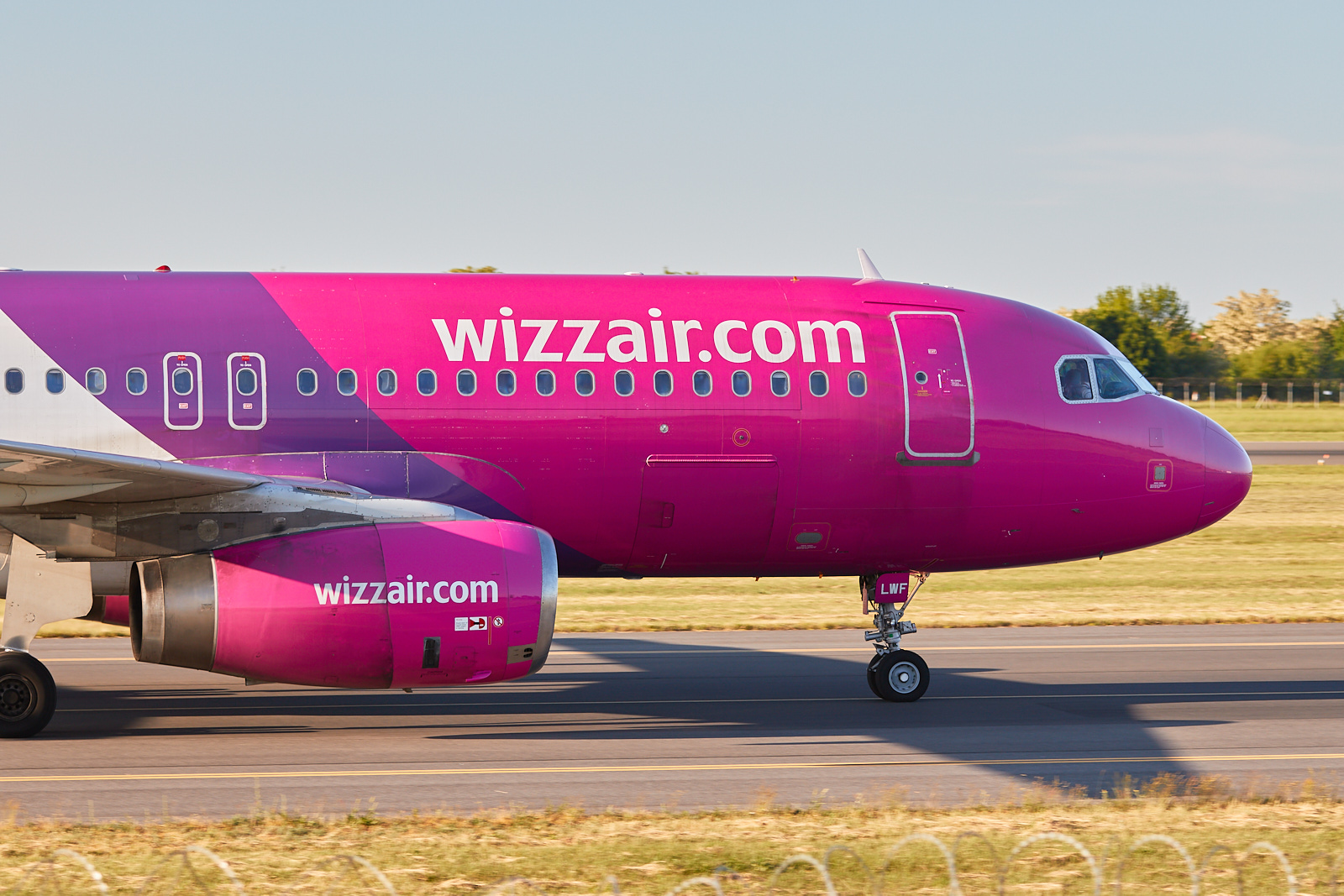
Wizzair Airbus 320 EPPO
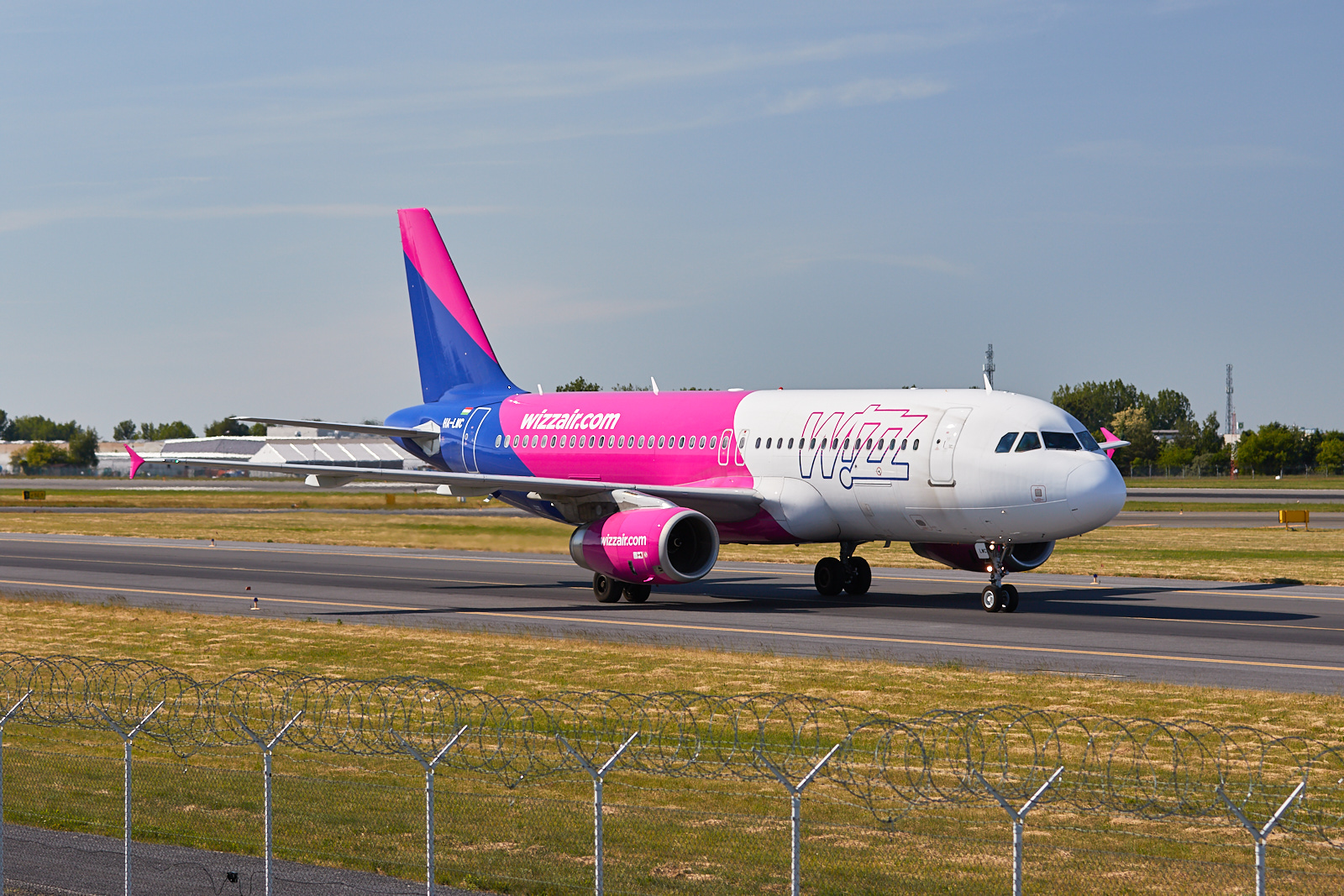
Airbus 320 HA-LWC EPPO
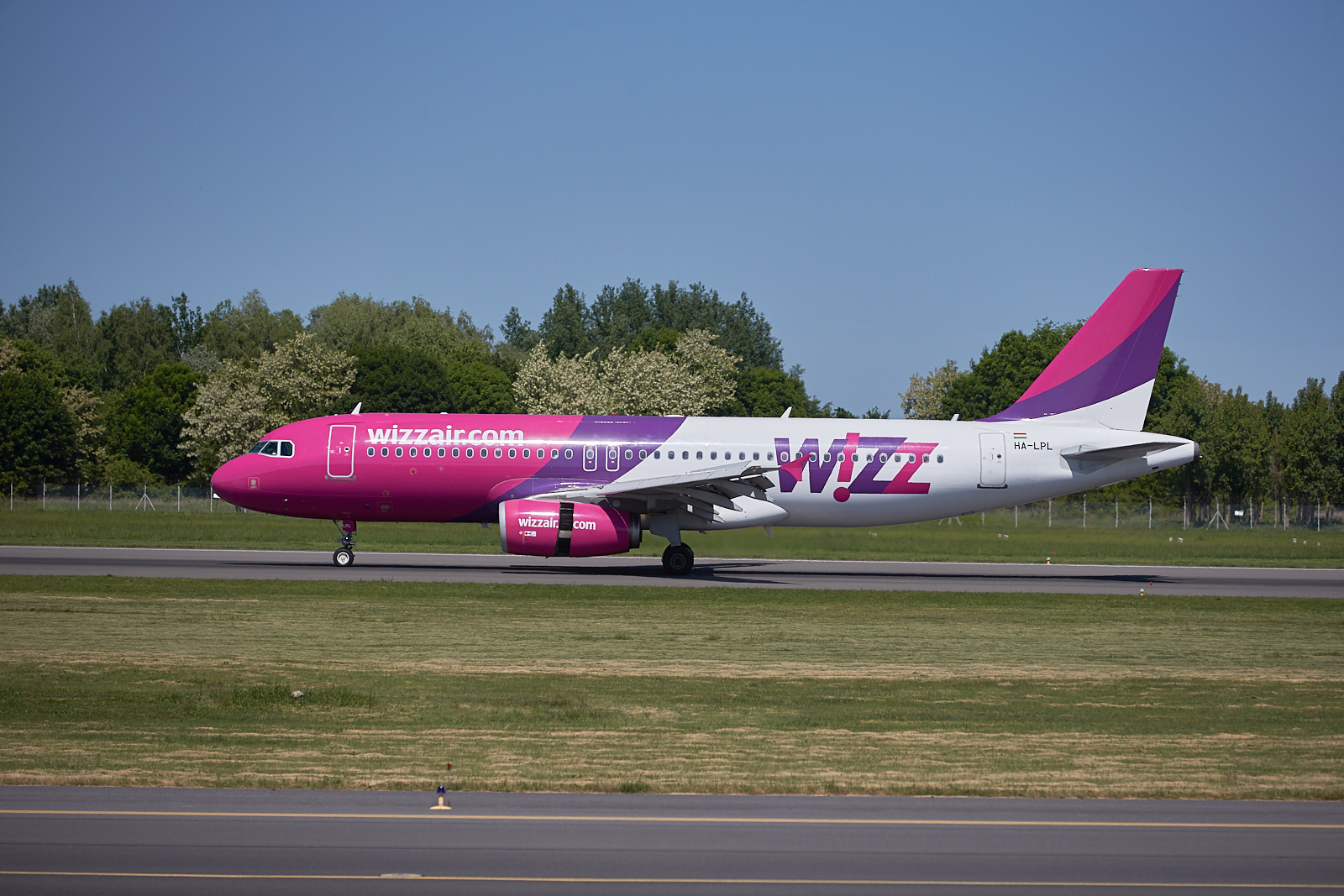
Airbus 320 HA-LPL EPPO
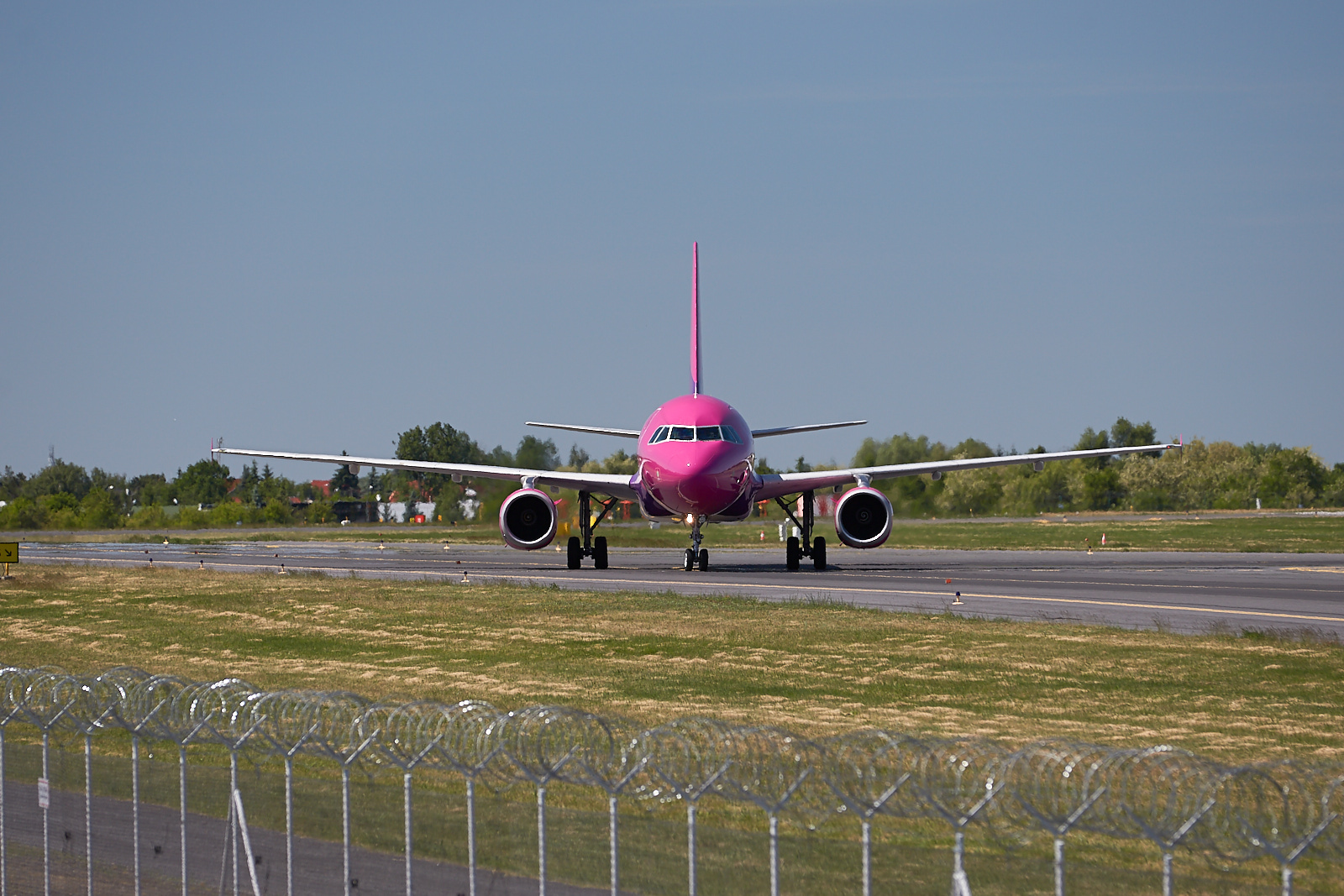
Airbus 320 EPPO
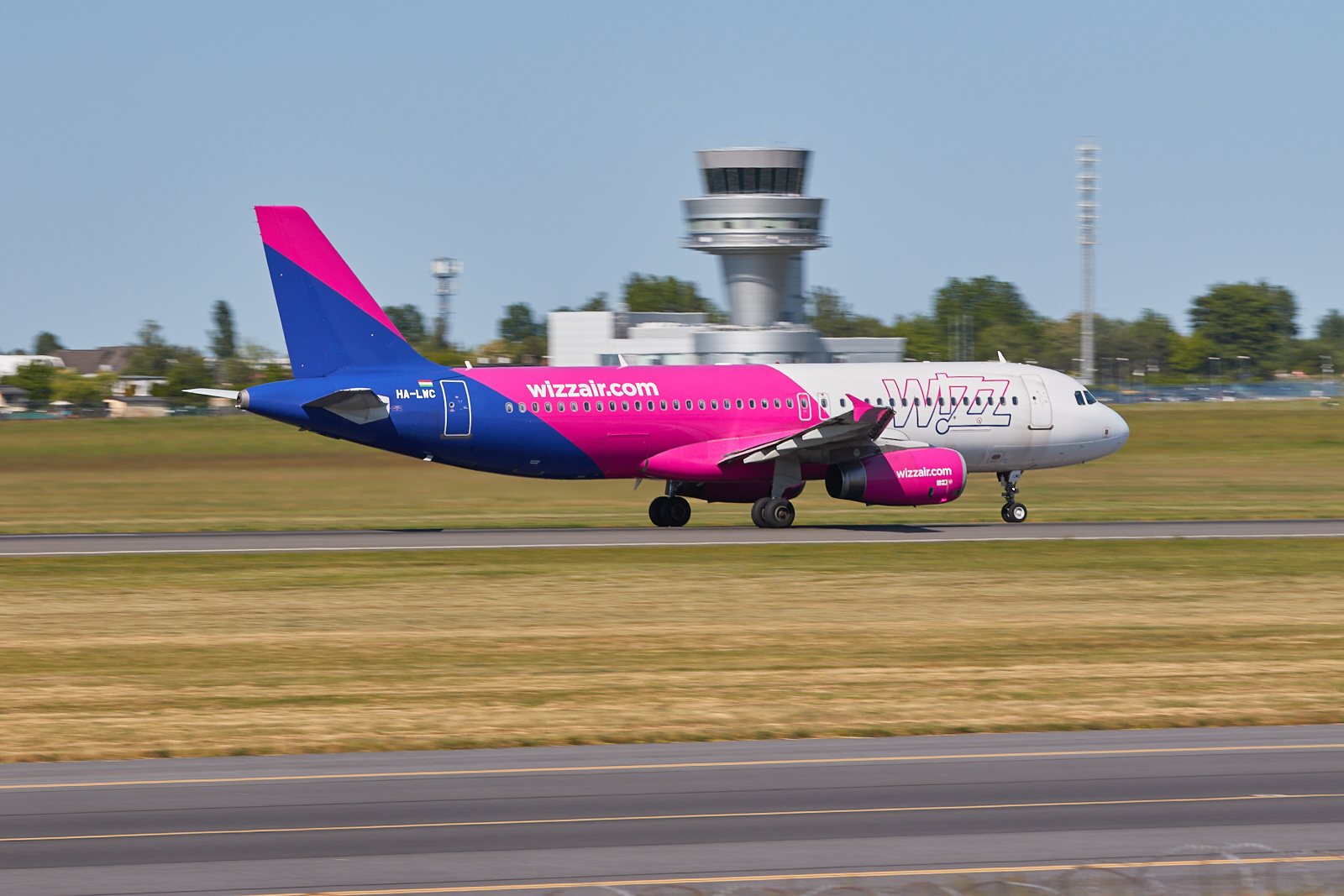
Airbus 320 HA-LWC EPPO
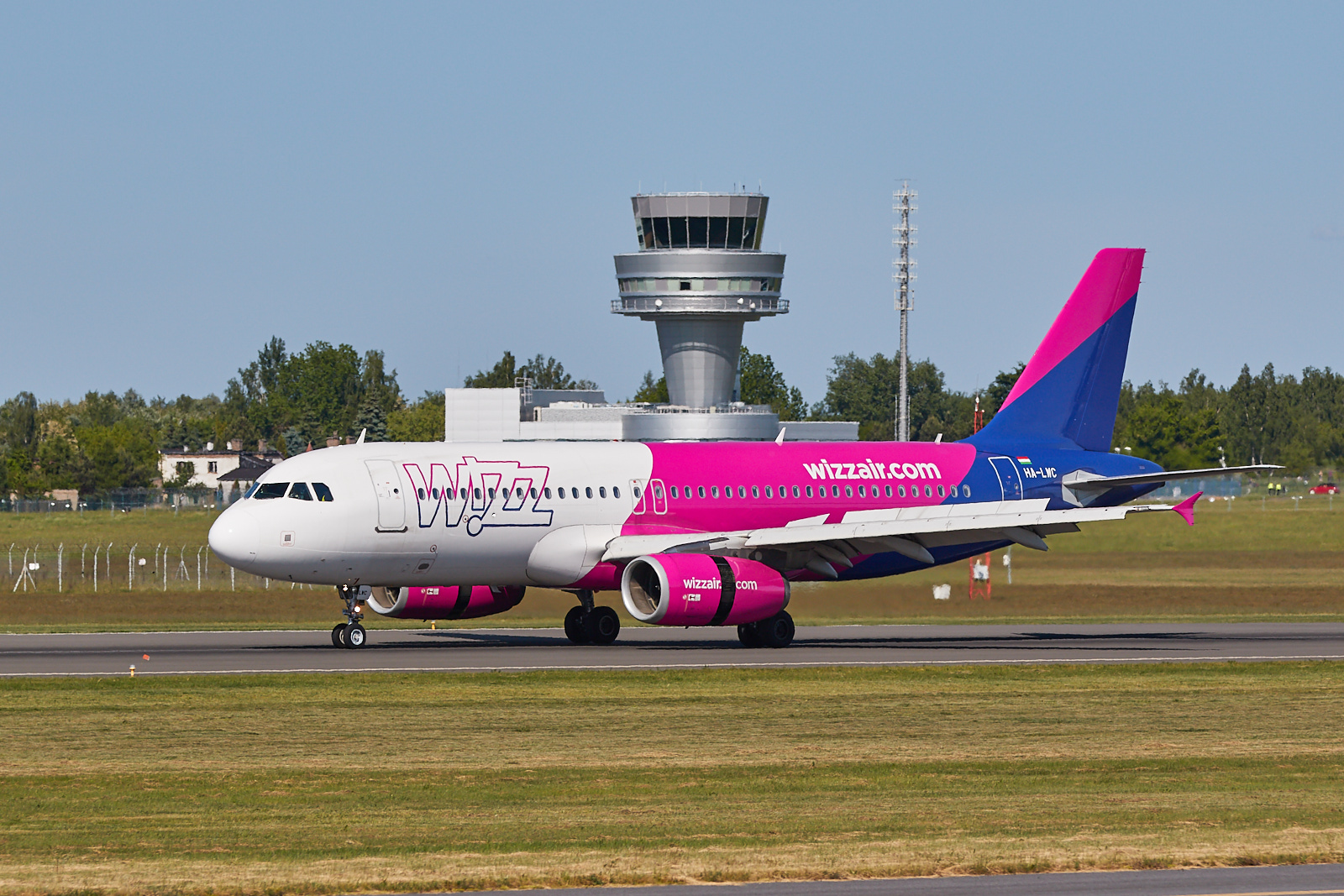
Airbus 320 HA-LWC EPPO
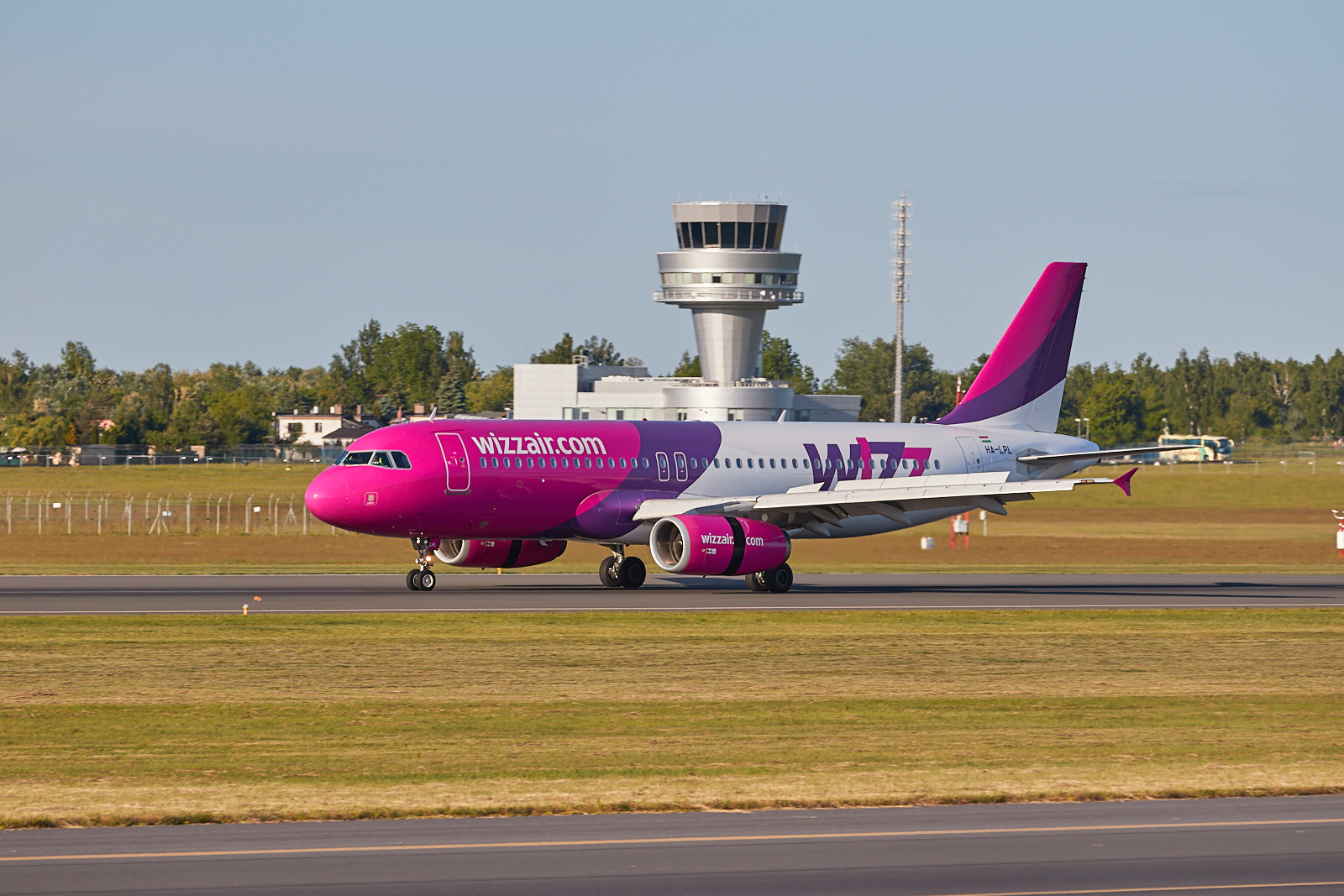
Airbus 320 HA-LPL EPPO
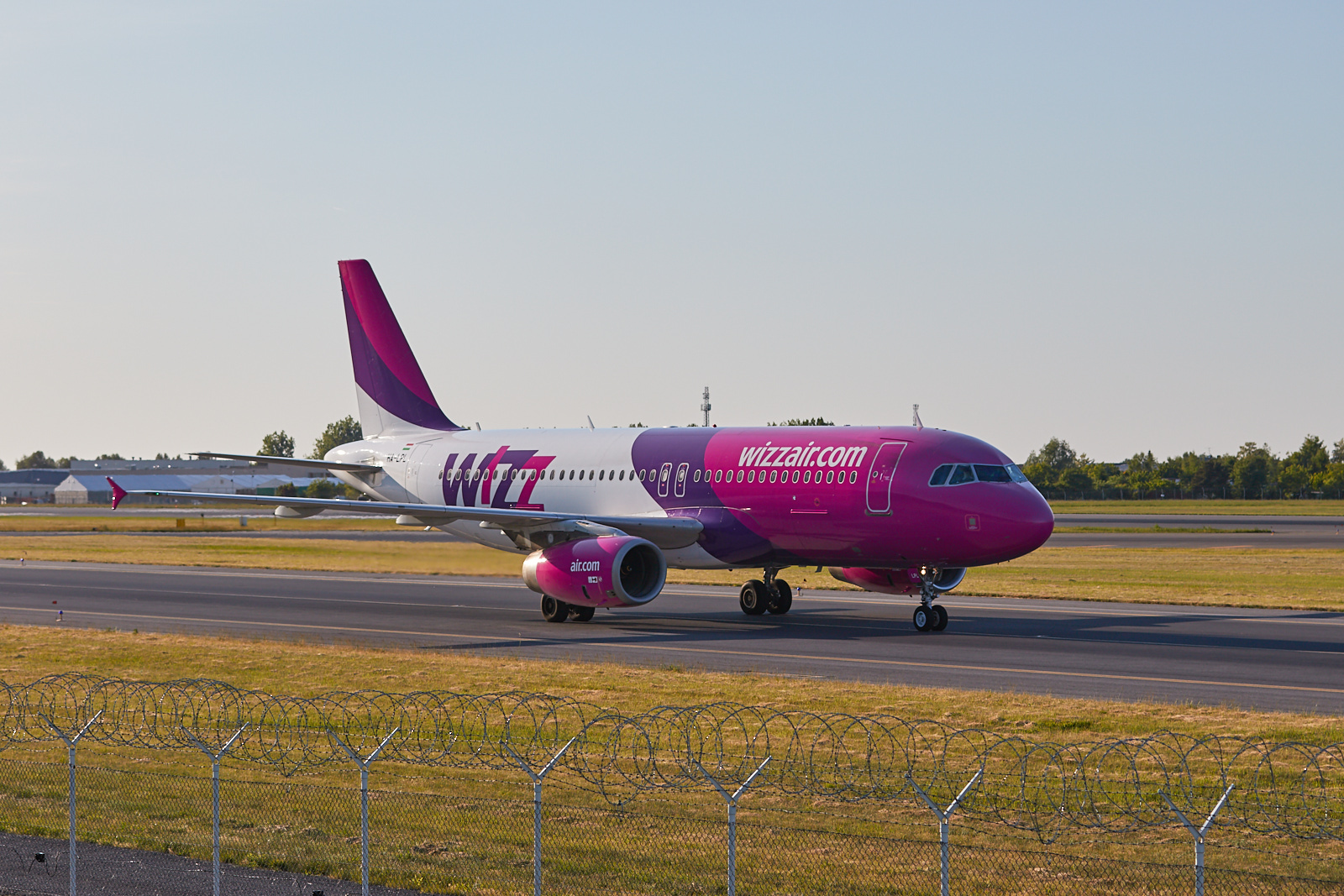
Airbus 320 HA-LPL EPPO
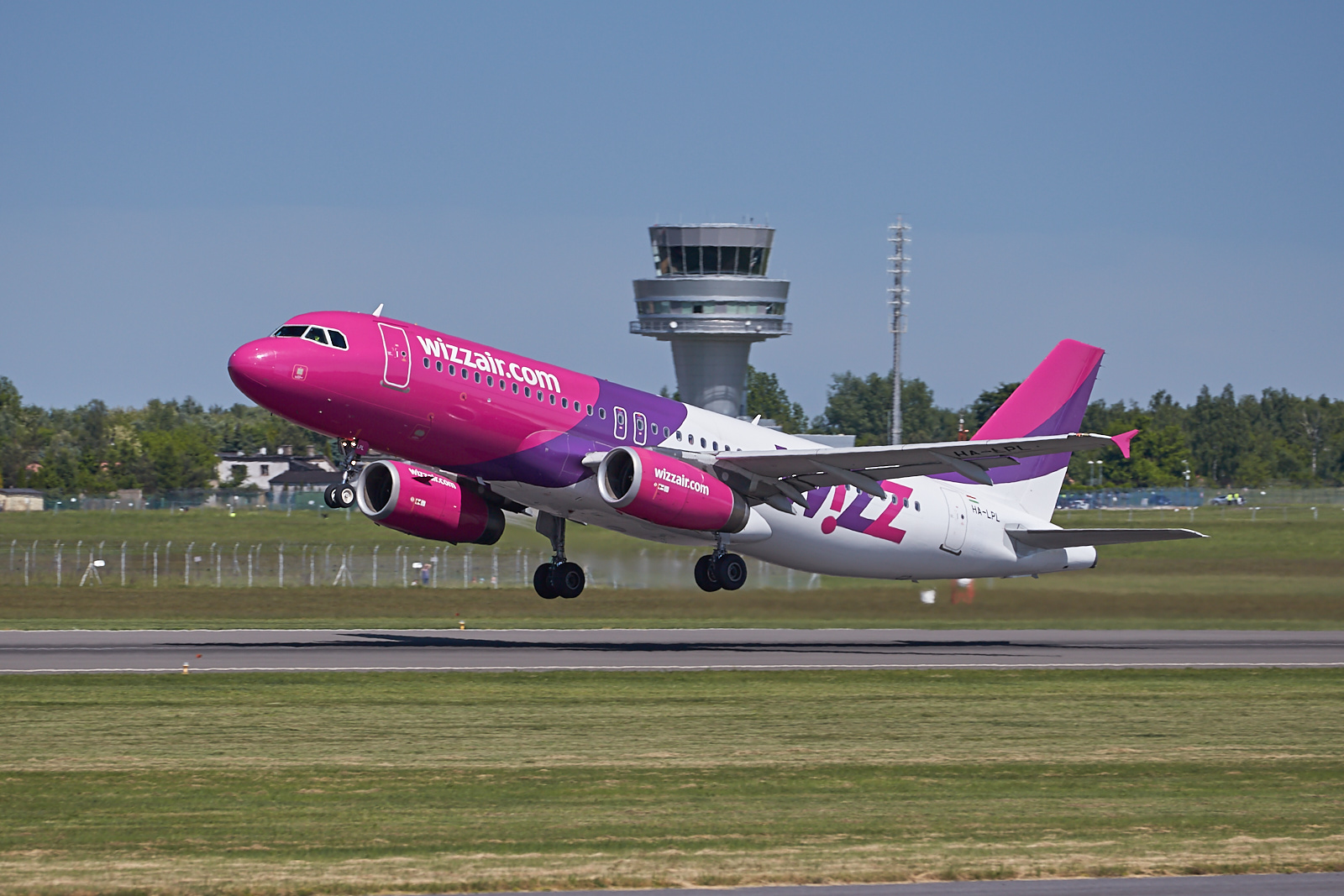
Airbus 320 HA-LPL EPPO
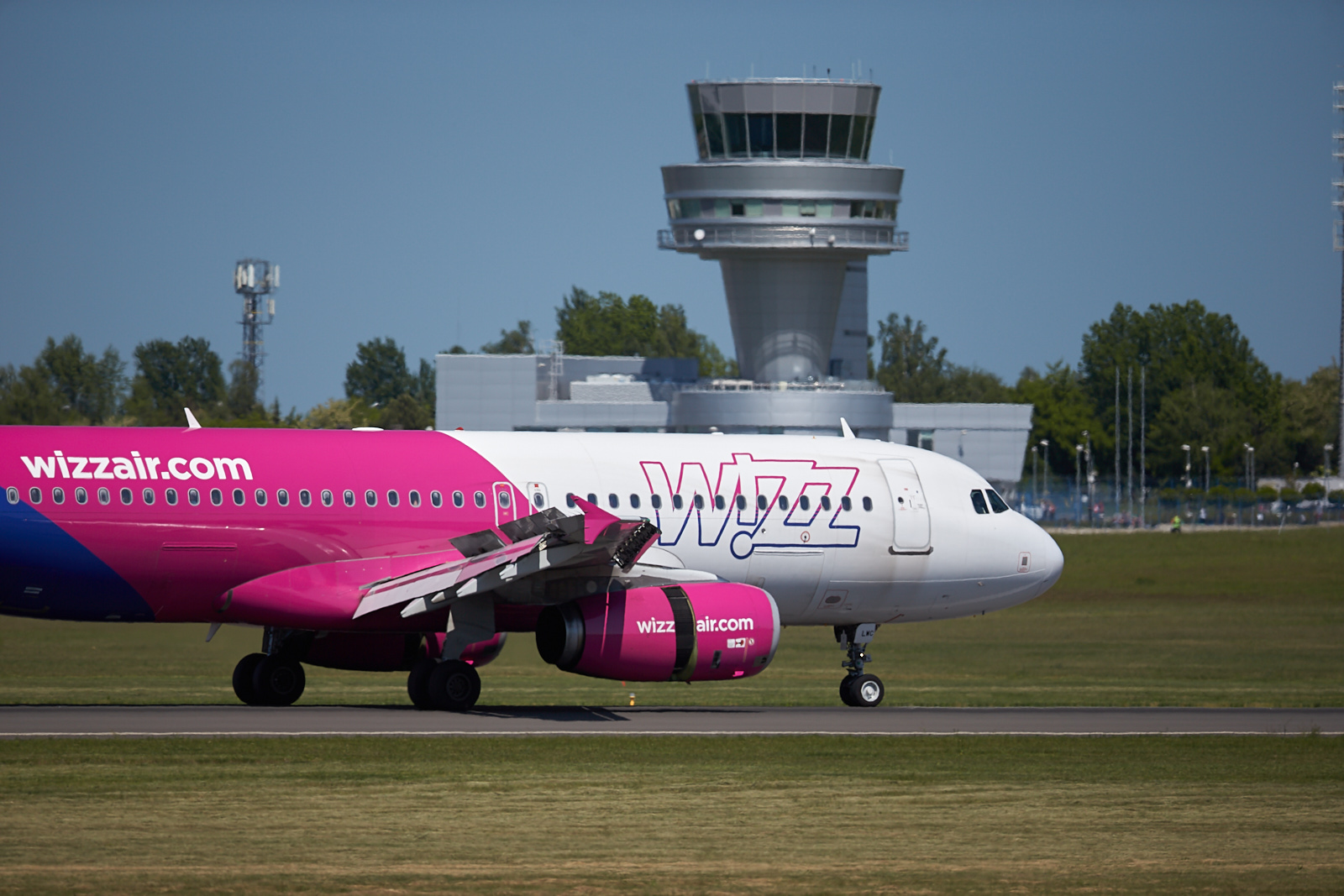
Airbus 320 EPPO